# William Binney
Pour les articles homonymes, voir Binney.
William Edward Binney, surnommé Bill Binney, est un ancien employé de la NSA connu pour avoir été un lanceur d'alerte en 2001 concernant les activités de l'agence.

## Biographie
Après avoir travaillé 30 ans au sein de l'agence, il démissionne le 31 octobre 2001. 
Il a durement critiqué l'administration Bush. Il a été la cible d'une enquête du FBI et en particulier d'un raid sur son domicile en 2007.
Bill Binney continue pendant le mandat de Barack Obama de parler, d'écrire et expliquer la politique de collecte de données de la NSA. Il est présent dans les médias. Lors d'une audition, il a témoigné sous serment que la NSA violait délibérément la constitution américaine.
Le 30 septembre 2013, lors d'une conférence à l'École polytechnique fédérale de Lausanne (EPFL) en Suisse, sur le thème de la surveillance et du respect de la vie privée, il indique que Edward Snowden « a rendu service au monde entier » avec ses révélations.

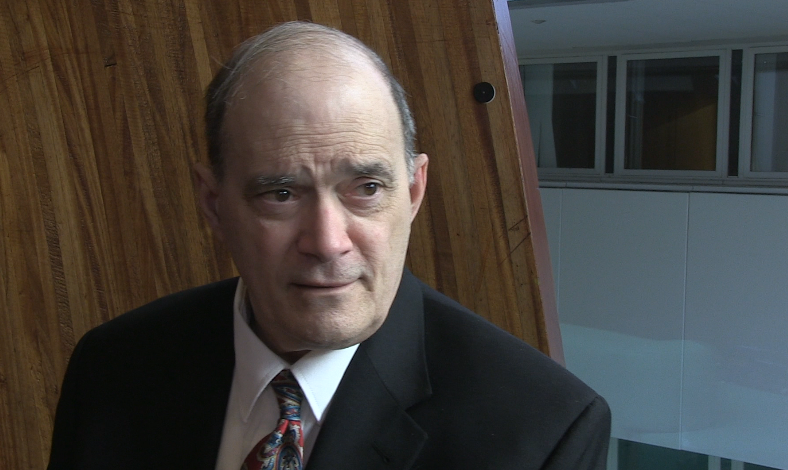
William Binney au conseil de l'Europe à Strasbourg en 2015

Il reçoit le Sam Adams Award de 2015